# Harmonides reticulata
Harmonides reticulata är en insektsart som beskrevs av Fabricius. Harmonides reticulata ingår i släktet Harmonides och familjen hornstritar.

## Underarter
Arten delas in i följande underarter:
- H. r. vertebralis
- H. r. sellata